# دانشکده صنایع و مکانیک دانشگاه آزاد قزوین
دانشکده صنایع و مکانیک دانشگاه آزاد اسلامی واحد قزوین در مقاطع کاردانی، کارشناسی، کارشناسی ناپیوسته و کارشناسی ارشد فعالیت می‌کند.

## تاریخچه دانشکده
ساخت این دانشکده در سال ۱۳۸۴ و در متراژی به مساحت ۱۰۸۴۳ متر مربع و چهار طبقه آغاز و در سال ۱۳۸۵ ساخت آن به پایان رسید و مورد بهره‌برداری قرار گرفته‌است.
همچنین محوطه سازی و فضای سبز دانشکده به مساحت ۴۵۶۲ متر مربع می‌باشد.

## رشته‌های تحصیلی

### کاردانی
- نقشه‌کشی صنعتی کاردان فنی مکانیک
- ایمنی صنعتی کاردان فنی صنایع

### کارشناسی
- تکنولوژی صنعتی مهندسی صنایع
- علوم وصنایع غذایی مهندسی کشاورزی (پاره وقت)
- مهندسی مکانیک طراحی جامدات (پاره وقت)
- تکنولوژی صنعتی مهندسی صنایع (پاره وقت)
- تولید صنعتی مهندسی صنایع (پاره وقت)
- برنامه ریری وتحلیل سیستم‌ها مهندسی صنایع (پاره وقت)
- مهندسی صنایع
- علوم وصنایع غذایی مهندسی کشاورزی
- علوم و مهندسی صنایع غذایی
- برنامه‌ریزی وتحلیل سیستم‌ها مهندسی صنایع
- تولید صنعتی مهندسی صنایع
- تولید صنعتی مهندسی صنایع (کارمندان دولت)
- مهندسی مکانیک طراحی جامدات
- مهندسی مکانیک

### کارشناسی ناپیوسته
- مهندسی تکنولوژی ایمنی صنعتی
- قالبسازی مهندسی تکنولوژی ساخت وتولید
- مهندسی تکنولوژی ساخت وتولید
- مهندسی مکانیک طراحی جامدات

### کارشناسی‌ارشد ناپیوسته
- صنایع مهندسی صنایع
- مدیریت سیستم و بهره‌وری مهندسی صنایع
- مکانیک - طراحی کاربردی

## بخش‌های دیگر دانشکده
امکانات دانشکده در حال حاضرشامل یک سایت کامپیوتر که مجهز به ۱۰ سیستم کامپیوتری است - دارای دفتر تحقیقات خودرو – حراست کل دانشگاه – مرکز MIS - دفتر تحقیقات پاراکس – صندوق رفاه دانشجویی – شعبه بانک ملی ایران – و مرکز CCRC می‌باشد. با توجه به مساحت دانشکده و موقعیت کلاسهای آن هرساله در مقاطع مختلف تحصیلی شاهد برگزاری کنکور و مسابقات و امتحانات حوزه‌های دیکر در آن می‌باشیم.